# Peter Funke (Historiker)
Peter Funke (* 18. März 1950 in Rheine) ist ein deutscher Althistoriker.

## Leben

### Werdegang und Leistungen
Peter Funke studierte von 1969 bis 1974 Geschichte und Germanistik an der Universität Münster. Von 1975 bis 1978 war er Vertreter einer wissenschaftlichen Assistentenstelle an der althistorischen Abteilung des Instituts für Altertumskunde der Universität zu Köln. Im Jahr 1978 erfolgte die Promotion an der Universität zu Köln. Die Dissertation befasste sich mit dem spätklassischen Athen und wurde 1980 publiziert. Darauf folgte bis 1985 die Arbeit als wissenschaftlicher Assistent am Institut für Altertumskunde/Abteilung Alte Geschichte in Köln. Von 1979 bis 1981 vertrat Funke gleichzeitig das Fach Alte Geschichte an der Universität Siegen. 1985 erfolgte mit der Studie Untersuchungen zur Geschichte und Struktur des Aitolischen Bundes die Habilitation im Fach Alte Geschichte an der Universität Köln. Die Arbeit blieb unpubliziert.
Von 1985 bis 1988 lehrte Funke als Professor für Alte Geschichte an der Universität Siegen, von 1988 bis 2018 dann als Ordinarius an der Universität Münster. Zudem war er Leiter der Forschungsstelle „Historische Landeskunde des antiken Griechenland“ und von 1991 bis 2004 der „Arbeitsstelle Griechenland“ im Seminar für Alte Geschichte. Von 1990 bis 1994 war Funke in Münster Prorektor für Lehre und studentische Angelegenheiten. Im Jahr 1999 lehnte Peter Funke einen Ruf an die Universität München ab. Nach dem Sommersemester 2018 trat er in den Ruhestand, blieb der Universität jedoch als Seniorprofessor verbunden. Sein Nachfolger in Münster wurde Hans Beck.
Funke war unter anderem Prorektor für Lehre und studentische Angelegenheiten an der Universität Münster sowie Vorsitzender der Gemeinsamen Studienreformkommission des Landes Nordrhein-Westfalen und der Arbeitsgruppe Neue Medien in der Hochschullehre der Hochschulrektorenkonferenz. Seit 1993 war Funke Vertrauensdozent des Cusanuswerkes, dessen Beirat er auch leitete. Seit 2003 gehörte er der „Arbeitsgruppe Geisteswissenschaften“ des Wissenschaftsrates an.
In der Deutschen Forschungsgemeinschaft (DFG) war Peter Funke von 1996 bis 2004 Fachgutachter für Alte Geschichte und stellvertretender Vorsitzender des Fachausschusses Altertumswissenschaften, von 2004 bis 2005 Sprecher des Fachkollegiums Alte Kulturen. Engen Kontakt zu Wissenschaftlern aller Disziplinen hielt er seit 1995 auch als DFG-Vertrauensdozent an der Universität Münster. Seit 2005 gehörte er dem Senat und Hauptausschuss sowie dem Senatsausschuss Perspektiven der Forschung an. Seit 2010 war er Vizepräsident der DFG für den Bereich Geisteswissenschaften.
Funke war seit Ende 1988 jahrelang Mitglied der Kommission für Alte Geschichte und Epigraphik des Deutschen Archäologischen Instituts und seit 1989 ordentliches Mitglied des Deutschen Archäologischen Instituts. Im Jahr 1997 wählte ihn die Internationale Akademie der pädagogischen Wissenschaften in Moskau zum Mitglied. Seit 2007 war er Projektleiter der Inscriptiones Graecae. Er war überdies auch Vorstandsmitglied und kommissarischer geschäftsführender Direktor des Instituts für Interdisziplinäre Zypern-Studien der Universität Münster. 2011 wurde er einer der Herausgeber der althistorischen Fachzeitschrift Klio. Seit 2009 ist Funke Vorstandsmitglied des „Europäischen Forschungszentrums für Antike Ostmittelmeer-Kulturen“ (CAMC), das als Konsortium der Universitäten Tartu, Münster und Helsinki gegründet wurde und seinen Sitz in Tartu, Estland, hat.
Funke hatte im Verband der Historiker Deutschlands mehrere Funktionen inne. Von 1990 bis 1992 war er Fachvertreter für Alte Geschichte im Ausschuss des Verbandes, von 1992 bis 2000 Zweiter Vorsitzender und von 2004 bis 2008 Erster Vorsitzender des Verbandes. 2019 wurde Funke der Ausonius-Preis der Universität Trier zuerkannt.

### Forschungsschwerpunkte
Forschungsschwerpunkte Funkes sind die Geschichte der griechischen Staatenwelt von mykenischer bis in die römische Zeit, die griechische Historiographie, die antike Verfassungsgeschichte, die antike Landeskunde und die historische Geographie. Darüber hinaus widmet er sich der antiken Religionsgeschichte, dem Verhältnis von Religion und Herrschaft in der Antike, und den zwischenstaatlichen Beziehungen in der Antike. Innerhalb der Exzellenzinitiative beschäftigte er sich am Münsteraner Exzellenzcluster Religion und Politik mit der Rolle von Kulten und Heiligtümern in antiken Staatsverträgen.

## Schriften (Auswahl)
- Homónoia und Arché. Athen und die griechische Staatenwelt vom Ende des Peloponnesischen Krieges bis zum Königsfrieden (404/3–387/6 v. Chr.) (= Historia-Einzelschriften. Band 37). Steiner, Wiesbaden 1980, ISBN 3-515-03007-7.
- Athen in klassischer Zeit. C. H. Beck, München 1999, ISBN 3-406-44574-8 (4. Auflage 2019, ISBN 978-3-406-74267-5; auch italienische und spanische Übersetzungen).
- mit Claudia Antonetti: Collezioni epigrafiche della Grecia occidentale / Epigraphische Sammlungen aus Westgriechenland. Pars I: La Collezione epigrafica del Museo archeologico di Agrinio / Die epigraphische Sammlung des archäologischen Museums von Agrinio (= Arkanien-Forschungen. Band 2,1). Habelt-Verlag, Bonn 2018, ISBN 978-3-7749-4160-1.
- Die Heimat des Acheloos. Nordwestgriechische Studien. Ausgewählte Schriften zu Geschichte, Landeskunde und Epigraphik. Vandenhoeck & Ruprecht, Göttingen 2019, ISBN 978-3-946317-21-0.